# Polpenazze del Garda
Polpenazze del Garda är en ort och kommun i provinsen Brescia i regionen Lombardiet i Italien. Kommunen hade 2 706 invånare (2018).